# Williamstown, South Australia
Williamstown är en ort i Australien. Den ligger i regionen Barossa och delstaten South Australia, omkring 39 kilometer nordost om delstatshuvudstaden Adelaide. Antalet invånare är 2 654.
Närmaste större samhälle är Gawler, omkring 15 kilometer nordväst om Williamstown. 
I omgivningarna runt Williamstown växer huvudsakligen savannskog. Runt Williamstown är det glesbefolkat, med 16 invånare per kvadratkilometer. Genomsnittlig årsnederbörd är 593 millimeter. Den regnigaste månaden är juli, med i genomsnitt 95 mm nederbörd, och den torraste är december, med 13 mm nederbörd.